# АТС-59Г
АТС-59Г — советский средний гусеничный быстроходный артиллерийский тягач, образца 1969 года. Предназначался для буксировки прицепов, перевозки людей и различных грузов по всем видам дорог и бездорожья.

## История
Разработан СКБ Курганского машиностроительного завода. Принят на вооружение в 1970 году. В связи с перепрофилированием КМЗ на выпуск БМП-1 производство было передано в Польшу.
В Советской армии использовались в 1970—1980-е годы как тягачи для буксировки тяжёлых орудий (например, 130-мм пушки М-46) и прицепов общей массой до 14 тонн. С середины 1970-х годов в связи сокращением в армии буксируемой артиллерии начал массово передаваться в народное хозяйство.

## Технические характеристики
- Масса перевозимого груза, кг: 2700—3000
- Полная масса прицепа, кг: 8000—14000
- Масса снаряженного тягача, кг: 13750
- Двигатель: А-650 (семейство В-2)
- Мощность при 1700 об/мин, кВт (л. с.): 300 (с ограничителем мощности)
- Топливо дизельное
- Максимальная скорость км/ч: 45
- Расход топлива при скорости 40 км/ч, л/100 км: 156

Оснащен кабиной с противорадиационной защитой (создание избыточного давления-подпора воздуха). Потребляемое моторное масло — МТ-16п,  дизельное топливо — летнее ДЛ, зимнее ДЗ и арктическое ДА.

## Описание конструкции

### Силовая установка
На тягаче установлен 12-цилиндровый четырехтактный бескомпрессорный двигатель А-650Г с воспламенением от сжатия и непосредственным впрыском топлива. Этот V-образный мотор имеет жидкостное охлаждение и установлен в средней части тягача на специальной подмоторной раме, где он надежно закреплен в трех точках. Спереди, со стороны носка коленчатого вала, двигатель опирается на раму с помощью двух лап картера. Каждая лапа имеет по два отверстия для болтов, которые обеспечивают точное крепление двигателя к подмоторной раме. Эти два передних болта гарантируют надежную фиксацию мотора. Задняя опора двигателя представлена корпусом привода лебедки с бугелем, который также крепится к подмоторной раме с помощью двух болтов. Амортизаторы, состоящие из резиновых пластин, армированных тонкими металлическими пластинами и шайбами, обеспечивают эластичное крепление двигателя, что способствует его надежной работе.
Рабочий процесс в каждом цилиндре двигателя происходит за два оборота коленчатого вала или за четыре хода поршня. Этот процесс включает четыре такта: впуск, сжатие, рабочий ход и выпуск. Процесс характеризуется следующими показателями:
1. В конце такта сжатия свежий заряд воздуха сжимается до 30-35 кг/см², что приводит к повышению его температуры до 600-700 °С.
2. Топливо впрыскивается внутрь цилиндров под начальным давлением 210 кг/см².
3. Максимальное давление газов в начале рабочего хода достигает 90-100 кг/см².

### Трансмиссия
Трансмиссия расположена в передней части тягача и состоит из карданной передачи, главного фрикциона, коробки передач, главной передачи, механизмов поворота, бортовых передач и системы смазки и охлаждения. Коробка передач, главная передача, механизмы поворота, а также система их смазки и охлаждения смонтированы в общем корпусе, который принято называть корпусом трансмиссии.

### Электрооборудование
Электрооборудование тягача состоит из источников электрической энергии, потребителей электрической энергии, вспомогательной аппаратуры, контрольно-измерительных приборов и проводов. Источники электрической энергии тягача включают три аккумуляторные батареи и генератор постоянного тока, который получает вращение от коленчатого вала двигателя. Реле-регулятор поддерживает напряжение генератора на постоянном уровне. При работающем двигателе оба источника питают потребителей и заряжают батареи. Без двигателя или при низкой частоте вращения потребители работают от батарей. Потребители включают стартер, насосы, обогреватели, вентиляторы, освещение, сигнализацию и контрольные приборы. Все потребители работают от постоянного тока 24 В. Вспомогательная аппаратура включает реле-регулятор, выключатели и контрольные приборы. К контрольно-измерительным приборам относятся вольтметр, амперметр, тахометр, манометры и спидометр. Система электропроводки одно- и двухпроводная. При неисправностях необходимо выключать включатель батарей. Ночью можно использовать переносную лампу через двухпроводную розетку. Электросеть выполнена проводами БПВЛЭ разного сечения.

### Оборудование тягача

#### Лебёдка
Лебедка предназначена для самовытаскивания тягача, подтягивания и спуска грузов, буксировки прицепа и переправы через мосты. Она оснащена тросом длиной 100 м, с максимальным тяговым усилием 15 тс при подтягивании и 6 тс при спуске. Лебедка установлена на специальной раме под полом платформы, собрана из сварной конструкции из двух продольных балок и двух поперечных листов, и крепится болтами к корпусу тягача. Она состоит из редуктора, укладочного барабана, тросоукладчика, тяговых роликов, муфты включения, узла вывода троса и привода управления. Лебедка приводится в действие от коленчатого вала двигателя через специальный привод, соединенный муфтой включения и карданным валом.

#### Тягово-сцепное устройство
Для буксирования артиллерийских систем и прицепов в задней части тягача установлено тягово-сцепное устройство. Двухсторонняя амортизация устройства смягчает толчки, возникающие в процессе буксирования прицепа. Тягово-сцепное устройство помещается в гнезде, выполненном в кормовом листе корпуса тягача.

#### Пневматическое оборудование
Пневматическое оборудование тягача предназначено для обеспечения работы пневматического привода тормозов тягача и прицепа, сервопривода главного фрикциона и различных вспомогательных устройств. Пневматическое оборудование состоит из компрессора, влагомаслоотделителя, тормозного крана, ресивера, пневмокамеры сервопривода главного фрикциона, пневмокамеры 1 остановочных тормозов, двух разобщительных кранов и соединительной головки.

#### Прочее оборудование
Омыватель ветровых стёкол кабины, обогреватель, нагнетатель воздуха в кабине, малогабаритный заправочный агрегат МЗА-3 для заправки тягача дизелем и маслом из бочек и контейнеров, противопожарное оборудование.

## Модификации

### Военные
- АТС-59 (объект 650) — первый вариант, с двухместной кабиной малого размера, в остальном машины идентичны. АТС-59 был разработан в 1959 году и выпускался до 1967 года.
- АТС-59Г (объект 668) — модифицированный вариант с увеличенной герметизированной кабиной. 
  - Изготавливается, помимо базового, в двух исполнениях:
    1. Тягач без тяговой лебёдки, отличающийся в связи с этим от базового тягача незначительными изменениями корпуса и грузовой платформы и меньшей массой.
    2. Тягач с монтажной стрелой и ручной планетарной лебёдкой, отличающийся от базового варианта изменённой кабиной, увеличенной массой и небольшими доработками корпуса и грузовой платформы.[1]

  - ОСТ-59Г — тягач с навесным бульдозерным оборудованием.[1][2]
  - АТС-59С (Изделие 667) — гусеничный седельный тягач с седельным устройством от ЗиЛ-157В высотой 1650 мм для буксировки полуприцепов ПР-11Б и 5Т52 с полной массой до 6,75 т.[2]
  - ГЭТ-С (ТГ-4) — гусеничный эвакуационный тягач средний.От базового варианта отличается бульдозерным отвалом.[3]
  - СТК-59ГМС — сварочно-технологический комплекс на шасси АТС-59Г.
  - П-286 — кабелеукладчик.

### Гражданские
- ГЦ-5-40 — пожарная цистерна на 5000 литров, оснащенная пожарным насосом ПН-40УВ, производство которых из АТС-59 освоено на ОАО «Пожмашина» (г. Торжок)[4]
- ТМ-96 — трелёвочная машина грузоподъёмностью 3000 кг, производство которой из АТС-59Г освоил Харьковский автомобильный ремонтный завод.[5]

### Иностранные
- RL-21 — египетская РСЗО, представляет собой 122-мм пусковую установку производства КНДР на шасси советского тягача АТС-59Г.[6]

## Страны-эксплуатанты
- СССР — вооружённые силы СССР
  -  Россия
  -  Молдова[7]
  -  Украина
- Болгария[8]
- Египет — поставлялись из СССР
- Финляндия

## Галерея

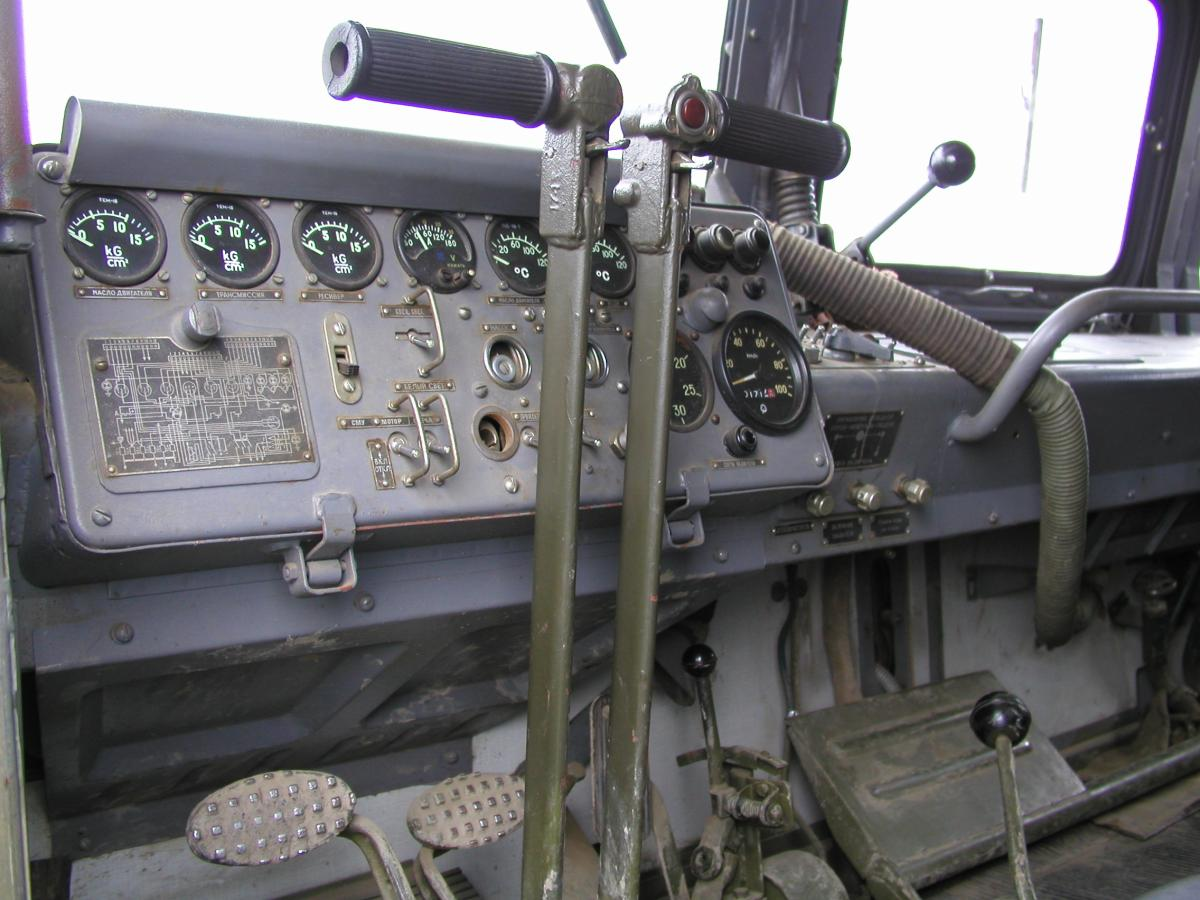
В кабине АТС-59Г
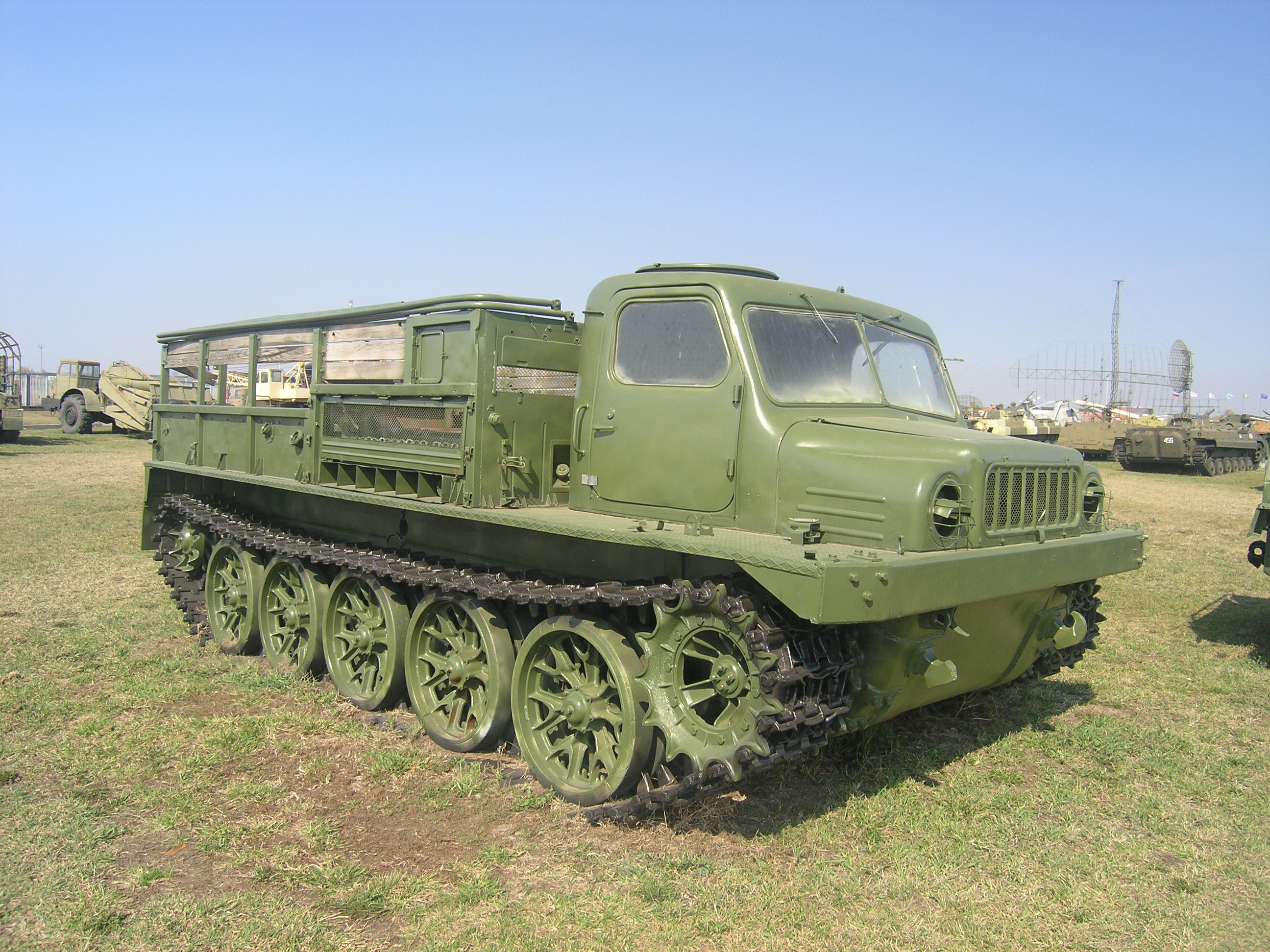
АТС-59 в Техническом музее Тольятти
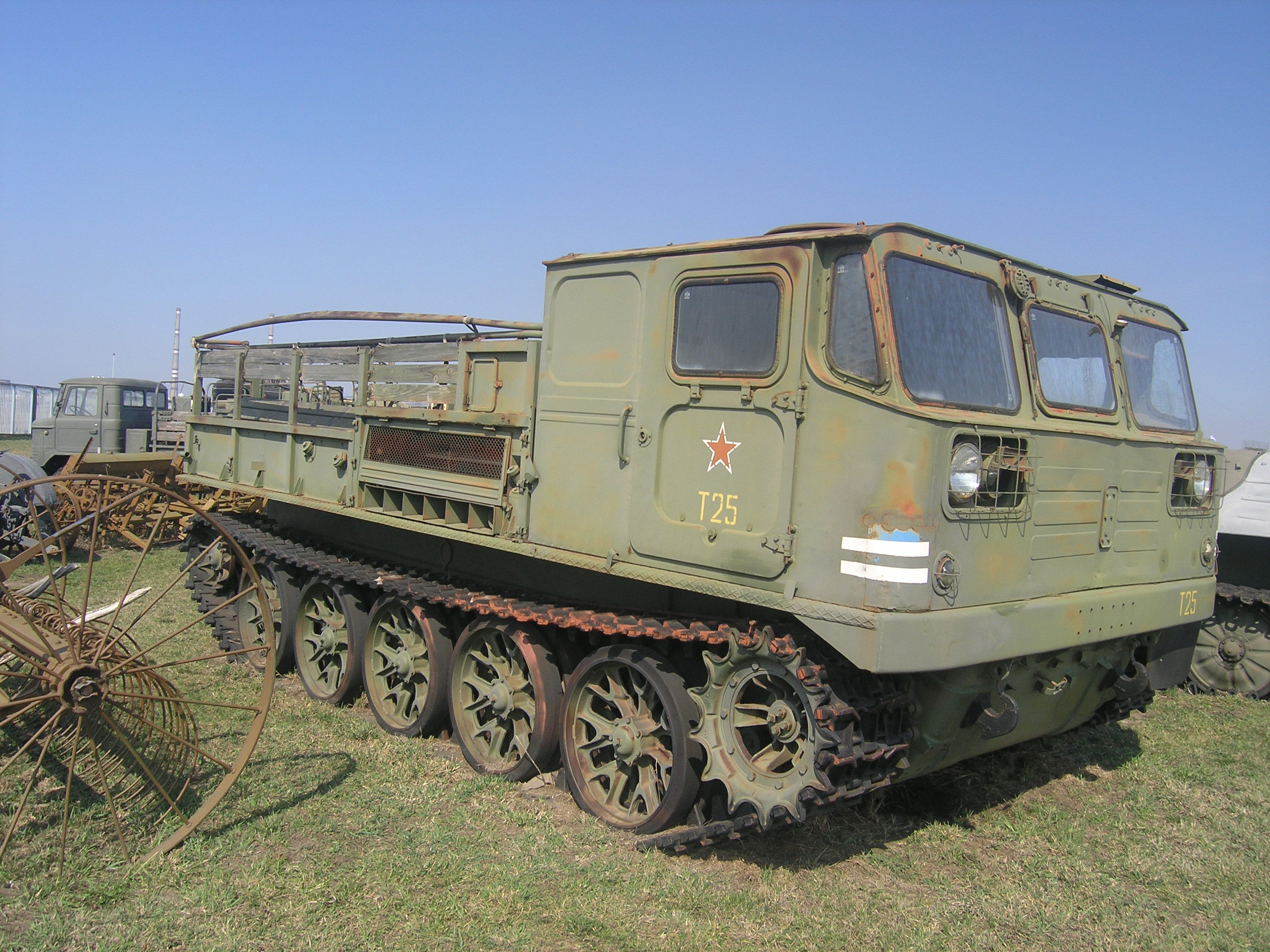
АТС-59Г
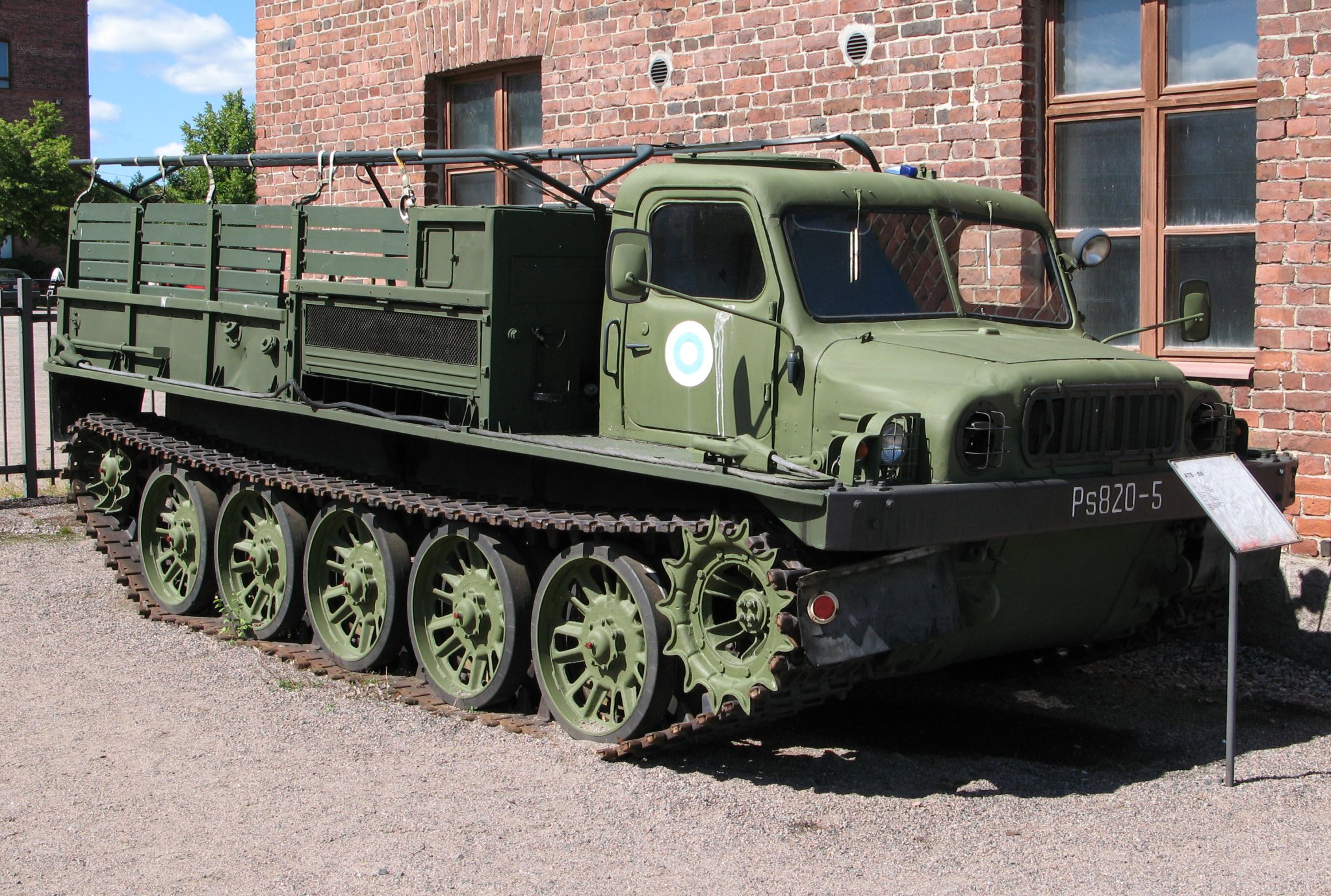
АТС-59 в Финском музее в Хямеэнлинне
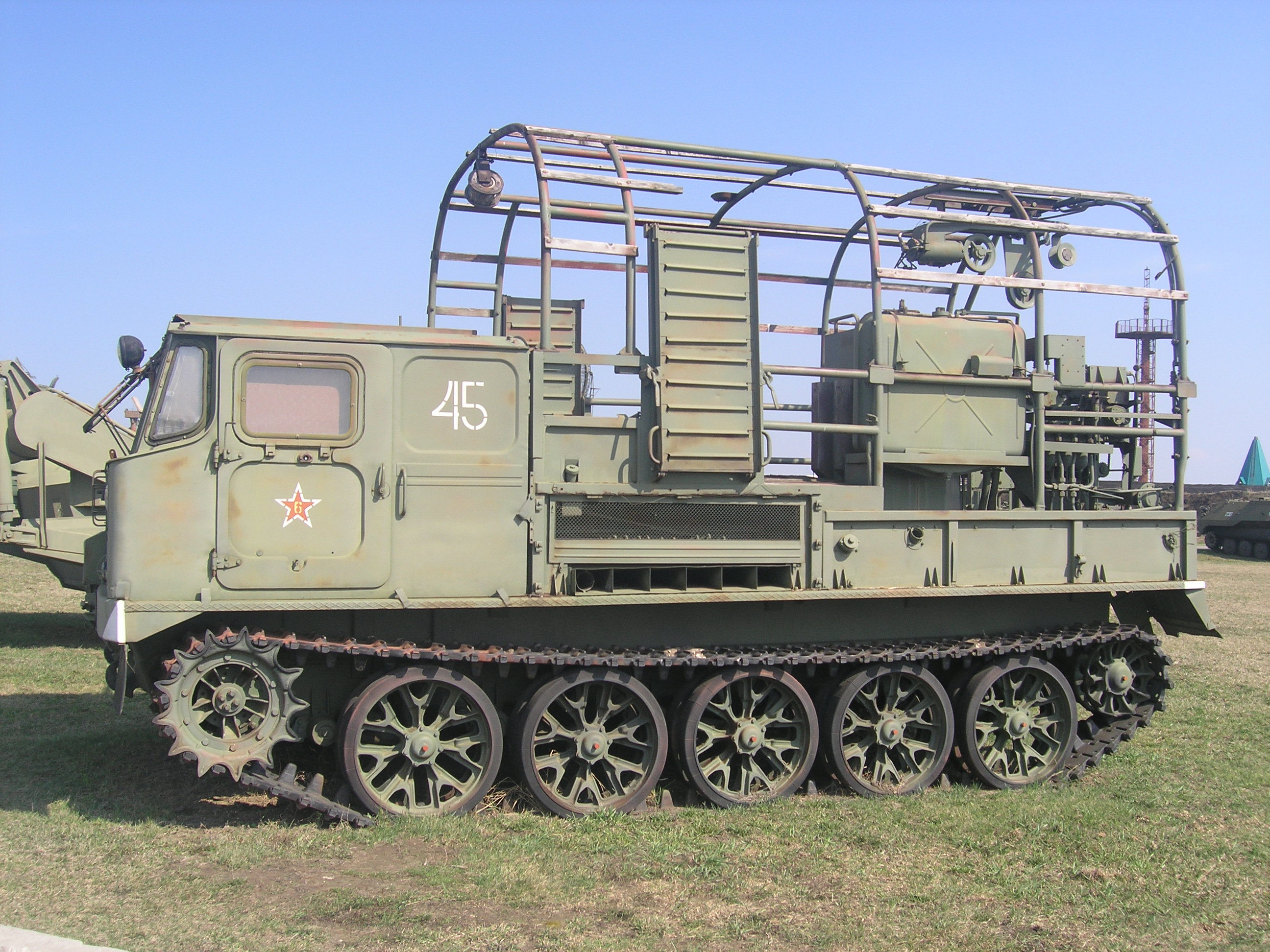
Кабелеукладчик П-286
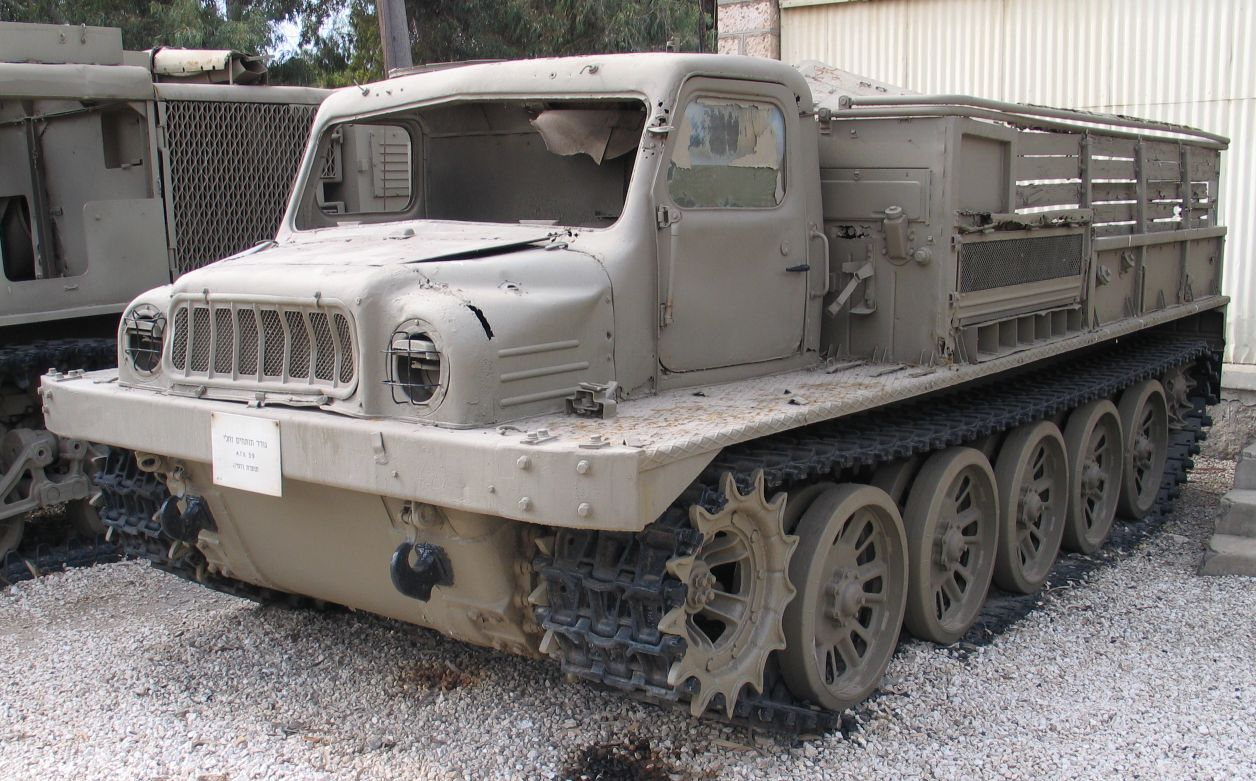
Средний артиллерийский тягач АТС-59 в музее Батей ха-Осеф, Тель-Авив, Израиль
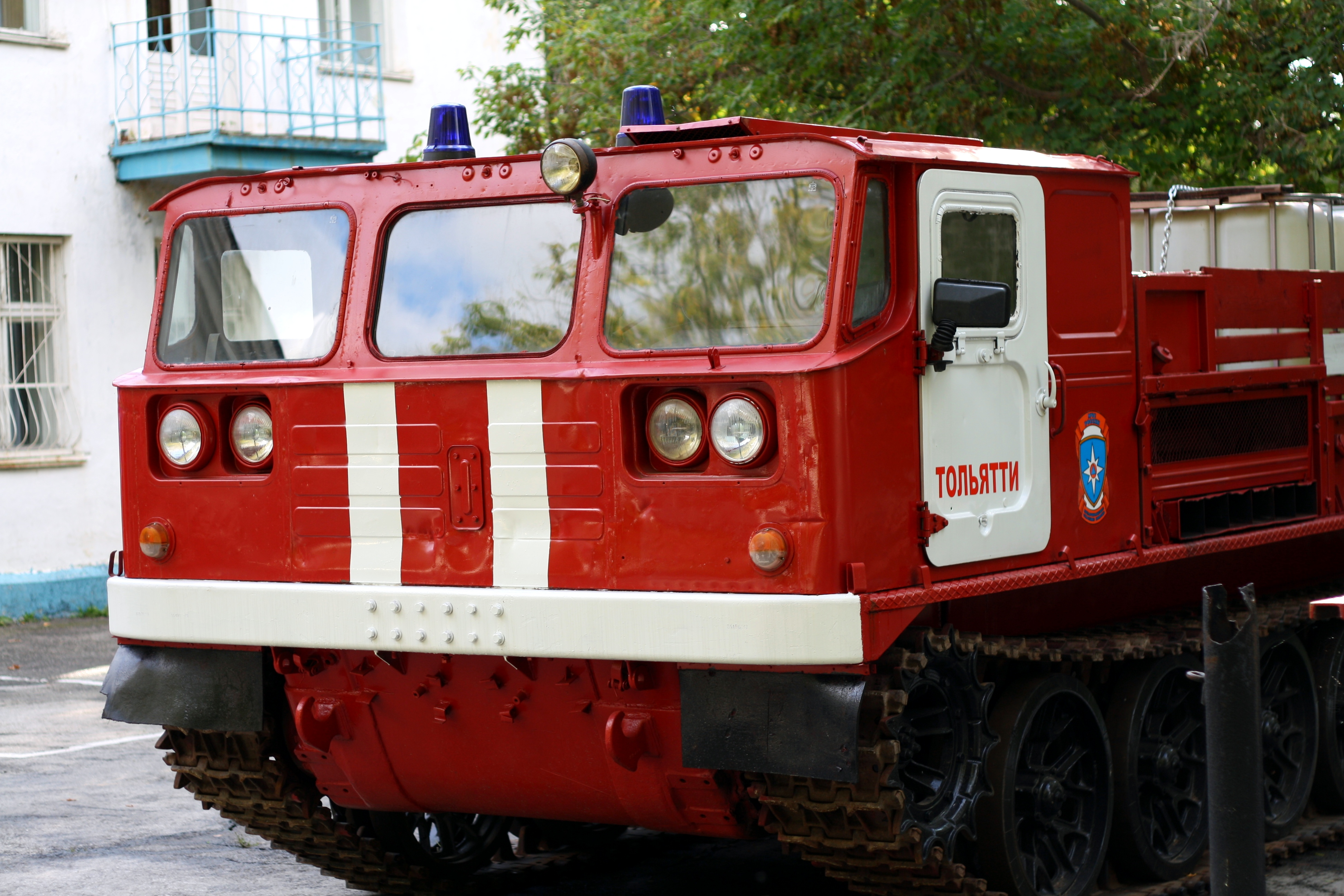
АТС-59Г на пожарной службе